# Васьково (Островский район)
Васьково — деревня в Горайской волости Островского района Псковской области.
Расположена на правом берегу реки Великая, в 35 км к юго-востоку от города Остров и в 12 км к востоку от волостного центра, деревни Крюки. Западнее находится деревня Каменка, восточнее — деревня Казаны.
Численность населения деревни по состоянию на 2000 год составляла 1 человек.